# H.265
H.265 o HEVC (High Efficiency Video Coding) és un estàndard de compressió de vídeo successor de H.264, desenvolupat conjuntament per ISO/IEC Moving Picture Experts Group (MPEG) y ITU-T Video Coding Experts Group (VCEG) com ISO/IEC CD 23008-2 High Efficiency Video Coding.
HEVC té una relació de compressió de dades que duplica la del seu predecessor H.264 al mateix nivell de qualitat de vídeo.
També pot donar millor qualitat de vídeo amb la mateixa taxa de dades. Té compatibilitat amb televisió ultra alta definició fins a 8192x4320.

## Història
El 2004 la a ITU-T Video Coding Experts Group (VCEG) va començar un estudi d'avenços tecnològics que permetés la creació d'una nova norma de compressió de vídeo. La primera versió de la norma va ser completada i publicada a principis de 2013. La segona versió es va completar al juliol de 2014 i inclou extensions de rang, extensions de codificació escalable i extensions multi vista. Hi ha diferents extensions en desenvolupament com per exemple de vídeo 3D. Durant l'any 2014 trobem diferents notícies com que iPhone 6 i iPhone 6 plus suportaran HEVC pel FaceTime, o que Windows 10 afegeix suport per suportar HEVC i Matroska.

## Eficiència de codificació
L'eficiència de codificació és l'habilitat de codificar vídeo al menor bit rate possible amb la qualitat més gran, o mantenir un cert nivell de qualitat. Hi ha dos estàndards per mesurar l'eficiència de codificació que són, utilitzar mesures objectives com per exemple PSNR (Peak signal-to-noise ratio) o utilitzar valoracions subjectives, que es considera la millor manera de mesurar la qualitat de vídeo, ja que els humans percebem la qualitat de vídeo de manera subjectiva.
Comparació vídeo subjectiu
| Estàndard de codificació de vídeo | Comparació reducció bit rate amb H.264 | Comparació reducció bit rate amb H.264 | Comparació reducció bit rate amb H.264 | Comparació reducció bit rate amb H.264 |
| --------------------------------- | -------------------------------------- | -------------------------------------- | -------------------------------------- | -------------------------------------- |
| Estàndard de codificació de vídeo | 480p                                   | 720p                                   | 1080p                                  | 4k UHD                                 |
| HEVC                              | 52%                                    | 56%                                    | 62%                                    | 64%                                    |

## Característiques principals
HEVC es va crear per millorar la eficiència i reduir el bit rate a la meitat amb imatges de la mateixa qualitat comparant amb h.264. Es volia aconseguir que la ràtio de compressió fos 1000:1. És capaç de suportar grans resolucions de vídeo, per això s'utilitza a HDTV, ja que la seva resolució va de QVGA (320x240) fins a 4320p (8192x4320). A més millora la qualitat de la imatge en termes de nivell de soroll, rang dinàmic i espais de colors.

### Capa de codificació de Vídeo
Utilitza el mateix que es fa servir des de H.261, una predicció inter/intra i una codificació de transformació 2D. Espais de color: suporta NTSC, PAL, Rec. 601, Rec. 709, Rec. 2020, SMPTE 170M, SMPTE 240M, sRGB, sYCC, xvYCC, XYZ, i espais de colors externs. Les codificacions de color representades són: RGB, YCbCr, and YCoCg.

## Coding tools

### Coding Tree Unit
HEVC substitueix els macroblocs de 16x16 píxels utilitzats a estàndards anteriors amb Coding Tree Units (CTUs) que poden utilitzar fins a 64x64píxels.

### Entropy Coding
Utilitza un algoritme CABAC (context-adaptative binary arithmetic coding).
HEVC només permet utilitzar l'algoritme CABAC a diferència de H.264 que permet dos.

### Intra Prediction
Utilitza les mostres dels límits veïns prèviament decodificades, per predir un nou bloc. Trobem millores a HEVC com per exemple: 
Un rang més gran de mida de bloc suportats.
Un plane mode que garanteix continuïtat al bloc.
Incrementa el nombre d'orientacions direccionals.
Gran varietat de mides de blocs suportats.
HEVC utilitza 35 intra modes diferents per predir els blocs, en comparació amb els 8 que te H.264. Té tres tipus diferents de modes: Planar Prediction, DC Prediction i Angular Prediction.
Planar Prediciton: mode 0. A H.264 s'utilitza per imatges amb textures i pot introduir discontinuïtats a les fronteres de blocs per això s'ha millorat a HEVC per preservar continuïtats a les cantonades dels blocs.
DC prediction: mode 1. Eficient per predir àrees planes amb variacions molt suaus, però no gaire bo per components d'alta freqüència o per àrees amb textures.
Angular predicition: mode 2 fins a 34. Opera en domini espacial com H.264, però en comptes de tenir-ne 8 en té 33. Per exemple sabem que el mode 10 i el 26 són els modes horitzontal i vertical pur, respectivament.

## Perfils
| Feature                                        | Version 1 | Version 1 | Version 2 | Version 2     | Version 2     | Version 2         | Version 2         | Version 2         | Version 2           | Version 2 |
| Feature                                        | Main      | Main 10   | Main 12   | Main 4:2:2 10 | Main 4:2:2 12 | Main 4:4:4        | Main 4:4:4 10     | Main 4:4:4 12     | Main 4:4:4 16 Intra |           |
| ---------------------------------------------- | --------- | --------- | --------- | ------------- | ------------- | ----------------- | ----------------- | ----------------- | ------------------- | --------- |
| Profunditat de Bit                             | 8         | 8 to 10   | 8 to 12   | 8 to 10       | 8 to 12       | 8                 | 8 to 10           | 8 to 12           | 8 to 16             |           |
| Formats de Chroma sampling                     | 4:2:0     | 4:2:0     | 4:2:0     | 4:2:0/4:2:2   | 4:2:0/4:2:2   | 4:2:0/4:2:2/4:4:4 | 4:2:0/4:2:2/4:4:4 | 4:2:0/4:2:2/4:4:4 | 4:2:0/4:2:2/4:4:4   |           |
| 4:0:0 (Monochrome)                             | No        | No        | Sí        | Sí            | Sí            | Sí                | Sí                | Sí                | Sí                  |           |
| High precision weighted prediction             | No        | No        | Sí        | Sí            | Sí            | Sí                | Sí                | Sí                | Sí                  |           |
| Cross-component prediction                     | No        | No        | No        | No            | No            | Sí                | Sí                | Sí                | Sí                  |           |
| Deshabilitació suavitsació intra               | No        | No        | No        | No            | No            | Sí                | Sí                | Sí                | Sí                  |           |
| Persistent Rice adaptation                     | No        | No        | No        | No            | No            | Sí                | Sí                | Sí                | Sí                  |           |
| RPDCM implicit/explicit                        | No        | No        | No        | No            | No            | Sí                | Sí                | Sí                | Sí                  |           |
| Transformació mida skip block més gran que 4x4 | No        | No        | No        | No            | No            | Sí                | Sí                | Sí                | Sí                  |           |
| Transform skip context/rotation                | No        | No        | No        | No            | No            | Sí                | Sí                | Sí                | Sí                  |           |
| Processament de producció ampliada             | No        | No        | No        | No            | No            | No                | No                | No                | Sí                  |           |